# لجنة الفلاحة والأمن الغذائي والتجارة والخدمات ذات الصلة (تونس)
لجنة الفلاحة والأمن الغذائي والتجارة والخدمات ذات الصلة هي إحدى اللجان القارة التسعة لمجلس نواب الشعب التونسي.

منذ 27 فبراير 2015 (المجلس الأول) يترأس هذه اللجنة الهادي صولة.

## المهام
تختص لجنة الفلاحة والأمن الغذائي والتجارة والخدمات ذات الصلة بالنظر في المشاريع والمقترحات والمسائل المتعلقة ب:
- الفلاحة والصيد البحري والأمن الغذائي.
- المياه والغابات.
- الصناعات التقليدية.
- التّجارة والأسعار.
- النقل والاتصالات.
- السياحة.
- الصناعات التحويلية الغذائية.

## رؤساء اللجنة
| الرئيس         | الكتلة | الكتلة                     | العهدة         | العهدة        | الهيئة التشريعية               |
| -------------- | ------ | -------------------------- | -------------- | ------------- | ------------------------------ |
| حمدة الكناني   |        | التجمع الدستوري الديمقراطي | 11 نوفمبر 2009 | 9 فبراير 2011 | مجلس النواب التونسي الثاني عشر |
| محمود البارودي |        | التحالف الديمقراطي         | 13 فبراير 2012 | 2 ديسمبر 2014 | المجلس الوطني التأسيسي التونسي |
| الهادي صولة    |        | حركة النهضة                | 27 فبراير 2015 | الآن          | مجلس نواب الشعب التونسي الأول  |

## مكتب اللجنة

### 2011 - 2014
تتكون هذه اللجنة من 19 عضوا.
| المنصب          | الاسم             | الكتلة | الكتلة             | الدائرة الانتخابية |
| --------------- | ----------------- | ------ | ------------------ | ------------------ |
| الرئيس          | محمود البارودي    |        | التحالف الديمقراطي | نابل الثانية       |
| نائب الرئيس     | أحمد المشرقي      |        | حركة النهضة        | جندوبة             |
| المقرر          | علي فارس          |        | حركة النهضة        | تطاوين             |
| مقرر مساعد أول  | ربيع العابدي      |        | حركة وفاء          | باجة               |
| مقرر مساعد ثاني | محمد الحبيب هرقام |        | التكتل             | القيروان           |

### 2014 - حاليا
تتكون هذه اللجنة من 21 عضوا.
| المنصب          | الاسم           | الكتلة | الكتلة              | الدائرة الانتخابية |
| --------------- | --------------- | ------ | ------------------- | ------------------ |
| الرئيس          | الهادي صولة     |        | حركة النهضة         | القيروان           |
| نائب الرئيس     | سالم الحامدي    |        | نداء تونس           | سيدي بوزيد         |
| المقرر          | محمود قاهري     |        | الاتحاد الوطني الحر | القصرين            |
| مقرر مساعد أول  | الحسين اليحياوي |        | حركة النهضة         | تطاوين             |
| مقرر مساعد ثاني | سماح بوحوال     |        | الكتلة الحرة        | المنستير           |

| المنصب          | الاسم            | الكتلة | الكتلة                        | الدائرة الانتخابية |
| --------------- | ---------------- | ------ | ----------------------------- | ------------------ |
| الرئيس          | الهادي صولة      |        | حركة النهضة                   | القيروان           |
| نائب الرئيس     | محمد الهادي قديش |        | نداء تونس                     | صفاقس الأولى       |
| المقرر          | إكرام مولاهي     |        | نداء تونس                     | القصرين            |
| مقرر مساعد أول  | الزهير الرجبي    |        | حركة النهضة                   | سليانة             |
| مقرر مساعد ثاني | فيصل تبيني       |        | الكتلة الديمقراطية الاجتماعية | جندوبة             |

## روابط خارجية
- صفحة اللجنة على الموقع الرسمي لمجلس نواب الشعب.
- صفحة اللجنة لمجلس نواب الشعب على موقع مرصد التابع لمنظمة البوصلة.
- صفحة اللجنة للمجلس التأسيسي على موقع مرصد التابع لمنظمة البوصلة.